# Memoria no volátil
Memoria no volátil, contrario a memoria volátil, es un tipo de memoria que no necesita energía para mantener guardada la información en ella.
Algunos dispositivos listados en esta categoría son:
- BD-ROM, BD-R, BD-RW
- CD, CD-ROM, CD-R, CD-RW
- Cinta magnética
- DVD
- Disquete
- Disco duro
- EPROM
- EEPROM
- MRAM
- Memoria de tambor
- Flash
- NVRAM
- PRAM
- PROM
- ROM
- Memoria racetrack
- BIOS